# Hugh Stubbins Jr
Hugh Stubbins Jr. (né le 11 janvier 1912, mort le 5 juillet 2006) était un architecte américain, qui a réalisé de nombreux bâtiments importants partout dans le monde. Hugh Stubbins est né à Birmingham, dans l'Alabama. Il fit ses études au Georgia Institute of Technology, avant d'obtenir son diplôme d'architecture à Harvard. Il a créé le cabinet Hugh Stubbins and Associates, devenu par la suite The Stubbins Associates, Inc. et aujourd'hui KlingStubbins après une fusion avec l'agence de Vincent Kling.

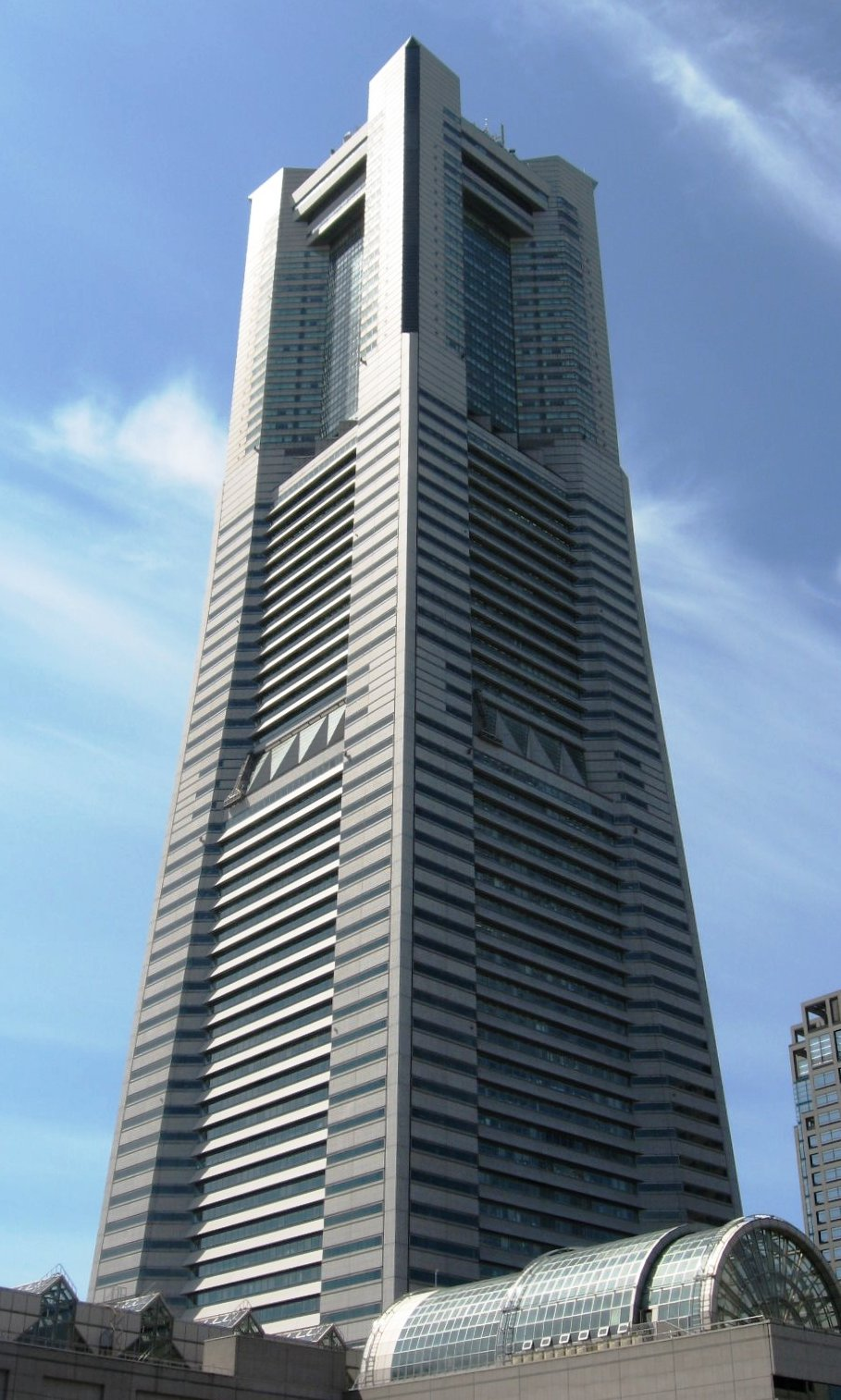
Landmark Tower

Parmi les bâtiments qu'il a réalisés (dont une douzaine de gratte-ciel) :
- Veterans Stadium, Philadelphie
- Federal Reserve Bank Building, Boston, 1977
- Boston Marriott Copley Place, Boston, 1984
- 8 Shenton Way, Singapour, 1986
- Fifth Avenue Place, Pittsburgh, 1988
- Chase Tower (Indianapolis), Indianapolis, 1990
- Landmark Tower, Yokohama, 1993
- Citigroup Center, New York, Simi Valley
- Ronald Reagan Presidential Library, Cleveland
- The Venetian, Las Vegas, 1999